# ژرژ گاندیل
ژرژ گاندیل (فرانسوی: Georges Gandil‎; ۱۸ مهٔ ۱۹۲۶ – ۲۴ اکتبر ۱۹۹۹) قایقران کانو اهل فرانسه بود.